# Грехнёв, Всеволод Алексеевич
Все́волод Алексе́евич Грехнёв (род. 30 октября 1938, СССР — 29 января 1998, Нижний Новгород, Россия) — российский литературовед, доктор филологических наук, профессор кафедры русской литературы Нижегородского государственного университета, пушкинист, исследователь русской литературы XIX века, а также творчества Тютчева, Боратынского, Фета, Жуковского; член Пушкинской комиссии Российской академии наук, член Ассамблеи Всероссийского Пушкинского общества, член Союза писателей России.

## Биография
Вся жизнь В. А. Грехнева была связана с филологическим факультетом Горьковского (Нижегородского) университета. Окончил историко-филологический факультет ГГУ по специальности «русский язык и литература» (1961). В 1967 году защитил кандидатскую диссертацию «Творчество В. А. Соллогуба в русской прозе конца 30-х — первой половины 40-х годов 19 века», в 1986 году — докторскую диссертацию «Поэтика жанров в лирике Пушкина».
Перу В. А. Грехнева принадлежит ряд монографий, среди которых «Болдинская лирика А. С. Пушкина», «Лирика Пушкина. О поэтике жанров», «Мир пушкинской лирики», «Этюды о лирике Пушкина», «Словесный образ и литературное произведение», «В созвездье Пушкина» и более 150 статей.
Дочь Лариса — кандидат филологических наук.
Умер в 1998 году. Похоронен на Бугровском кладбище.
В память о Всеволоде Алексеевиче ежегодно на базе филологического факультета ННГУ проходят Грехнёвские чтения — научная конференция, посвящённая актуальным проблемам филологии, в том числе — пушкинистики.